# Anne Parillaud
Anne Parillaud, sinh 06.05/1960 tại Paris, là một diễn viên Pháp.

## Danh mục phim chọn lọc
| Năm  | Tên phim                           | Vai diễn                     | Đạo diễn                            |
| ---- | ---------------------------------- | ---------------------------- | ----------------------------------- |
| 1977 | Un amour de sable                  | uncredited                   | Christian Lara                      |
| 1978 | L'Hôtel de la plage                | Estelle Delambre             | Michel Lang                         |
| 1979 | Écoute voir                        | Chloé/Moune                  | Hugo Santiago                       |
| 1980 | Girls                              | Catherine Flavin             | Just Jaeckin                        |
| 1980 | Patrizia                           | Patricia Cook                | Hubert Frank                        |
| 1981 | Pour la peau d'un flic             | Charlotte                    | Alain Delon                         |
| 1983 | Le Battant                         | Nathalie                     | Alain Delon                         |
| 1988 | Juillet en septembre               | Marie                        | Sébastien Japrisot                  |
| 1989 | Che ora è?                         | Loredana                     | Ettore Scola                        |
| 1990 | Nikita                             | Nikita                       | Luc Besson                          |
| 1992 | Innocent Blood                     | Marie                        | John Landis                         |
| 1993 | Map of the Human Heart             | Albertine                    | Vincent Ward                        |
| 1994 | À la folie                         | Alice                        | Diane Kurys                         |
| 1995 | Frankie Starlight                  | Bernadette                   | Michael Lindsay-Hogg                |
| 1996 | Passage à l'acte                   | Isabelle                     | Francis Girod                       |
| 1996 | Dead Girl                          | Helen Catherine Howe         | Adam Coleman Howard                 |
| 1998 | The Man in the Iron Mask           | Queen Mother Anne of Austria | Randall Wallace                     |
| 1998 | Shattered Image                    | Jessie Markham               | Raúl Ruiz                           |
| 1999 | Une pour toutes                    | Olga Duclos                  | Claude Lelouch                      |
| 2002 | Gangsters                          | Nina Delgado                 | Olivier Marchal                     |
| 2002 | Sex Is Comedy                      | Jeanne                       | Catherine Breillat                  |
| 2004 | Deadlines                          | Julia Müller                 | Ludi Boeken and Michael A. Lerner   |
| 2004 | Promised Land                      | Anne                         | Amos Gitai                          |
| 2005 | Tout pour plaire                   | Florence                     | Cécile Telerman                     |
| 2007 | Demandez la permission aux enfants | Anna Sebag                   | Éric Civanyan                       |
| 2007 | Une vieille maîtresse              | Mme de Solcy                 | Catherine Breillat                  |
| 2009 | L'Imbroglio Nel Lenzuolo           | Beatrice                     | Alfonso Arau                        |
| 2010 | Dans ton sommeil                   | Sarah                        | Caroline Du Potet and Eric Du Potet |

## Giải thưởng

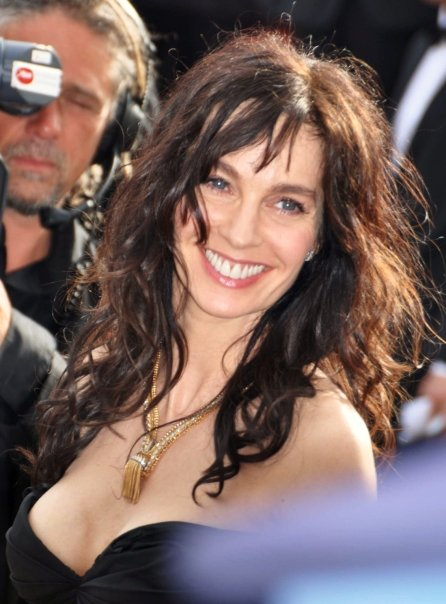
Parillaud tại LHP Cannes năm 2009.

- César Award cho Nữ diễn viên xuất sắc nhất in 1991 cho Nikita
- David di Donatello Awards cho Nữ diễn viên nước ngoài xuất sắc nhất in 1991 cho Nikita
- Paris Film Festival cho Nữ diễn viên xuất sắc nhất in 2004 cho Deadlines
- Tokyo International Film Festival cho Special Mention in 1993 cho Map of the Human Heart